# 席宝田
席 宝田（せき ほうでん、Xi Baotian、1829年 - 1889年）、字は研薌。清末の湘軍の指揮官。
湖南省東安出身。秀才出身。1852年、団練を率いて太平天国軍と戦い、訓導に任じられた。1856年、劉長佑に従って江西省を転戦した。1859年、太平天国の石達開が広西省から湖南省に入って宝慶を包囲したが、その包囲を解くのに貢献し、知府に抜擢された。1860年、湖南巡撫駱秉章の命で千人の兵を集め精毅営と称し、郴州・桂陽などを天地会から守った。1862年、再び広西省から侵入した石達開軍を撃退した。
1863年、太平天国の黄文金が江西省に侵入したため、江忠義が援軍に赴き、席宝田がその副将となった。饒州の桃渓渡で黄文金を破って江西省から太平天国軍を撃退した。江忠義の死後その軍を引き継ぎ、江西省に引き続き駐屯した。1864年、李世賢・黄文金が江西省に侵入したが撃退して雲南按察使に昇進した。その後降格したものの、南京の包囲に加わり、南京陥落後に幼天王洪天貴福や干王洪仁玕を捕えて、元の官に復した。その後貴州按察使に異動となった。1865年、広東省で諸将とともに太平天国の余党の汪海洋を破った。
1867年、ミャオ族の蜂起の鎮圧のために貴州省に湘軍を率いて赴いた。1870年にはミャオ族の根拠地の台拱を陥落させ、1871年に凱里・丹江を陥落させ、指導者の一人である岩大五を捕えた。1872年には指導者の張秀眉を捕え、ミャオ族の蜂起を鎮圧した。その後、病であるとして湖南省に帰った。